# Загон
Загон (рум. Zagon) — село у повіті Ковасна в Румунії. Адміністративний центр комуни Загон.
Село розташоване на відстані 148 км на північ від Бухареста, 27 км на схід від Сфинту-Георге, 41 км на схід від Брашова.

## Населення
За даними перепису населення 2002 року у селі проживали 4187 осіб.
Національний склад населення села:
| Національність | Кількість осіб | Відсоток |
| -------------- | -------------- | -------- |
| угорці         | 2163           | 51,7%    |
| румуни         | 2004           | 47,9%    |
| цигани         | 16             | 0,4%     |

Рідною мовою назвали:
| Мова      | Кількість осіб | Відсоток |
| --------- | -------------- | -------- |
| угорська  | 2167           | 51,8%    |
| румунська | 2006           | 47,9%    |
| циганська | 8              | 0,2%     |